# Banco Medici
El Banco Medici (1397-1494) fue una institución financiera creada por la familia Medici durante el  siglo XV en Italia. Durante este siglo fue el banco más grande y de mayor reputación en Europa. Se estima que a mediados de aquel, la familia Medici llegó a ser la más rica de Europa. La estimación de su fortuna sigue siendo muy complicada, debido a que gran parte se encuentra en obras de arte, tierras y oro. La riqueza del Banco Medici sirvió a los Medici para expandir su esfera de influencias más allá de las fronteras de Italia.
Giovanni di Bicci de Médici (1360-1429) fue el primer Medici en entrar en el negocio de la banca en 1397, alcanzando en vida una gran influencia en los asuntos florentinos, a tal punto que financió la conclusión de la cúpula de la Catedral de Florencia o participó de la comisión para la elección del artista que debía ocuparse de las puertas del baptisterio. A la muerte de Giovanni, su hijo Cósimo (1389-1464) fue expulsado de Florencia por familias rivales que rechazaban el predominio de los Medici por su origen no noble. Este retiró su fortuna de Florencia provocando un gran nivel de desempleo y pobreza. Ello provocó que la población se revelase para que volviese. A partir de su regreso a Florencia en 1434 Cósimo se dedicó tanto a la expansión del negocio familiar, abriendo sucursales en gran parte de Europa y continuó apoyando a artistas florentinos tal y como había hecho previamente su padre. Fue durante la vida de Cósimo cuando el Banco Medici alcanzó su apogeo. Lorenzo El Magnífico (1449-1492) tomó el control de la banca en 1469, continuando el mecenazgo de sus antecesores, aumentándolo a niveles no vistos antes. Sin embargo descuidó el negocio familiar. Ello, sumado a problemas con el papado provocó el cierre de varias sucursales. Finalmente el banco Medici cerró sus puertas en 1494 cuando Piero de Medici (1472-1503) fue expulsado de Florencia por las tropas del rey Carlos VIII de Francia.

## Historia

### Origen
Con la aparición de los primeros burgueses en Europa, entonces empieza a ser importante un sistema que pudiera responder a la necesidad de mantener seguro el dinero de los grandes capitalistas. En ese momento aparece el banco Medici como una de las primeras instituciones financieras del mundo. Si bien en La Biblia existen rastros de bancos privados, este fue, según lo que se sabe, el primero con una organización tan bien armada.
Con el surgimiento de la corriente mercantilista en el siglo XV, generó la necesidad de almacenar de forma segura el oro y los metales preciosos. La corriente mercantilista señalaba que el atesoramiento de los metales preciosos era la clave de la prosperidad de los países, y la familia Médici detectó las ventajas del atesoramiento y ofreció los servicios de la custodia del oro a otras ricas familias europeas. Esto llevó a lo que hoy conocemos como las cajas de seguridad, donde se guarda la confidencialidad de lo que ellas contienen.

### Ascenso
El banco Medici se vio claramente favorecido tras la controvertida aprobación de un impuesto al capital del 7%, que suscitó envidia e inquietud entre varios segmentos de la población. La familia Medici acumuló riqueza durante este tiempo, se convirtió en una de las potencias económicas de Florencia y, quizás más significativamente, jugó un papel decisivo en la redefinición de los equilibrios políticos.
Los Medici también tenían fábricas, pero la especulación con el tipo de cambio de divisas fue lo que los hizo ricos. Eran expertos en monedas y sabían qué casas de moneda reducían o aumentaban el contenido de oro, qué monedas eran de plata y cuáles de oro, y qué gobiernos intervenían en el mercado. Aprovecharon este conocimiento para hacer grandes sumas de dinero.

## Administradores del banco
- Giovanni de Medici, 1397-1420
- Cosimo de Medici, 1420-1464
- Pedro de Cosme de Medici el Gotoso, 1464-1469
- Lorenzo de Medici el Magnífico, 1469-1492
- Pedro II de Médici el Infortunado, 1492-1494